# Спасимо децу
Спасимо децу (енгл. Save the Children) је највећа међународна невладина организација у Великој Британији, која ради за добробит деце у још преко 50 земаља света. Спасимо Децу (Фондација) има значајно искуство у пружању хитне хуманитарне помоћи деци у свим деловима света у којима за тим постоји потреба. Шире посматрано, основни правац деловања ван Велике Британије су дугорочни развојни програми који се тичу здравства, исхране, развоја заједништва у заједници и уопште, добробити. Спасимо децу се такође бави заштитом и реализацијом дечјих права.